# Luceni (kommunhuvudort)
Luceni är en kommunhuvudort i Spanien.   Den ligger i provinsen Provincia de Zaragoza och regionen Aragonien, i den nordöstra delen av landet, 260 km nordost om huvudstaden Madrid. Luceni ligger 235 meter över havet och antalet invånare är 1 045.
Terrängen runt Luceni är platt åt sydväst, men åt nordost är den kuperad. Runt Luceni är det tätbefolkat, med 356 invånare per kvadratkilometer. Närmaste större samhälle är Tauste, 10,0 km norr om Luceni. Trakten runt Luceni består till största delen av jordbruksmark.